# Keimschlauch
Als Keimschlauch (engl.: germ tube) wird eine Wachstumsform von zum Beispiel Candida (einer Hefepilzgattung) bezeichnet, es handelt sich dabei um Vorformen von Hyphen (fadenartige Fortsätze von Pilzen) bis zur Ausbildung des ersten Septums.
Hefen können in verschiedenen Formen wachsen, Candida albicans beispielsweise wird in der Hefeform rundlich-ovale Sprosszellen bilden. Mithilfe geeigneter Bedingungen (Kohlendioxid-reiche Atmosphäre, Kochblutagar), lässt sich jedoch die Ausbildung fadenförmiger Strukturen induzieren, die als Keimschläuche bezeichnet werden. Eine Eigenart, die wenige andere Candida-Arten aufweisen und die so, neben vielen weiteren Möglichkeiten, zu diagnostischen Zwecken genutzt werden kann. Dieses Vorgehen wird Keimschlauchtest genannt und verschwindet in modernen und gut ausgestatteten Laboren jedoch langsam, da chromogene Nährmedien (diese weisen je nach Erreger spezifische Farben auf) gepaart mit Bestimmungsmethoden wie molekularer Diagnostik oder Massenspektrometrie (MALDI-TOF) die aufwändigeren bzw. zeitintensiveren und weniger präzisen Methoden verdrängen. Hinzu kommt, dass nicht alle C. albicans-Isolate Keimschläuche ausbilden.

## Praktisches Vorgehen beim Keimschlauchtest
Zu im Vorfeld angezüchteten Kolonien die als C. albicans verdächtigt werden, wird ein geeignetes Nährmedium gewählt (zum Beispiel Reisagar). Auf diesem werden die Kolonien ausgestrichen und für zwei Stunden bei 37° Celsius bebrütet. Bereits nach 90 Minuten können bei 200-facher lichtmikroskopischer Vergrößerung im Umkehrmikroskop, typische Strukturen beobachtet werden. Ein etwaiger Keimschlauch zeichnet sich dadurch aus, dass er mindestens die dreifache Größe der Ausgangszelle aufweist und an der Abgangsstelle keine Abschnürung zeigt.